# Лачиново (Пензенская область)
Лачиново — деревня в Земетчинском районе Пензенской области России. Входит в состав Краснодубравского сельсовета.

## География
Расположен в северо-западной части региона, на правом берегу реки Кита.
В селе одна улица — Центральная.

## История
Согласно Закону Пензенской области от 2 ноября 2004 года № 690-ЗПО деревня вошла в состав образованного муниципального образования Краснодубравский сельсовет.

## Население
| 2010 |
| ---- |
| 46   |

## Инфраструктура
Личное подсобное хозяйство.

## Транспорт
Просёлочные дороги, с выездом через центр сельсовета село Красная Дубрава на автодорогу 58Н-69 «п. Десятый Октябрь — с. Кириллово — п. Никитовка»  (идентификационный номер 58-ОП-МЗ-Н-69).